# 约翰·布兰特
约翰·布兰特（英語：John Brant，1794年9月27日—1832年8月27日），族名阿勋维格斯（英語：Ahyonwaeghs），莫霍克人重要领袖之一，上加拿大首位印第安裔议员。其父约瑟·布兰特是一位在美国独立战争期间成名的莫霍克酋长。在1812年战争中，布兰特率领加拿大原住民士兵于1812年10月在昆士兰高地战役中阻止美国侵袭。